# Station Rzeczyca Kolonia
Station Rzeczyca Kolonia is een spoorwegstation in de Poolse plaats Rzeczyca-Kolonia (Kraśnik).